# 芬兰大厦

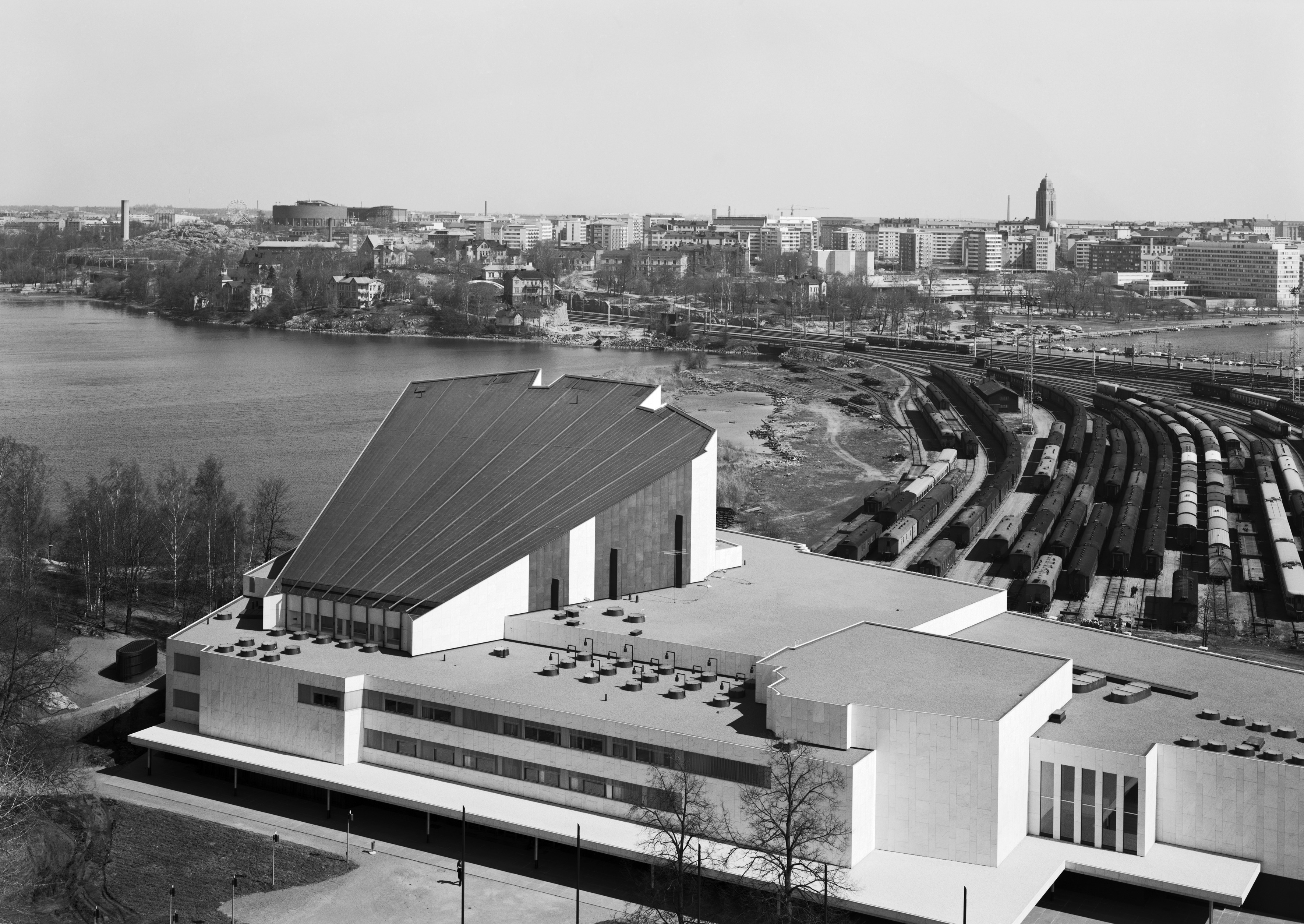
1972年时的芬兰大厦

芬兰大厦（芬蘭語：Finlandia-talo），是一座音乐厅及会议中心。它位于芬兰赫尔辛基市中心的蝶略湾。这座建筑是由阿尔瓦尔·阿尔托在1962设计的。建筑完工于1972年。会议中心翼侧在1970年设计并在1973至1975年间营建。2011年春季在建筑里修建了新的展览和会议场地。
芬兰大厦原本是阿尔瓦尔·阿尔托赫尔辛基市中心规划的一部分，据此规划，在蝶略湾西畔计划修建一连串的文化场所。但是阿尔托规划中的其它建筑未能付诸实施。芬兰大厦的开业典礼在1971年12月2日举行。
芬兰大厦给小型商业活动、庆典、展览、音乐会和国际大型会议提供会议和庆祝场所。
这座建筑也是受欢迎的旅游景点，每年有成千上万来自世界各地的游客来此参观。赫尔辛基市政府拥有这幢建筑。

## 建筑设计

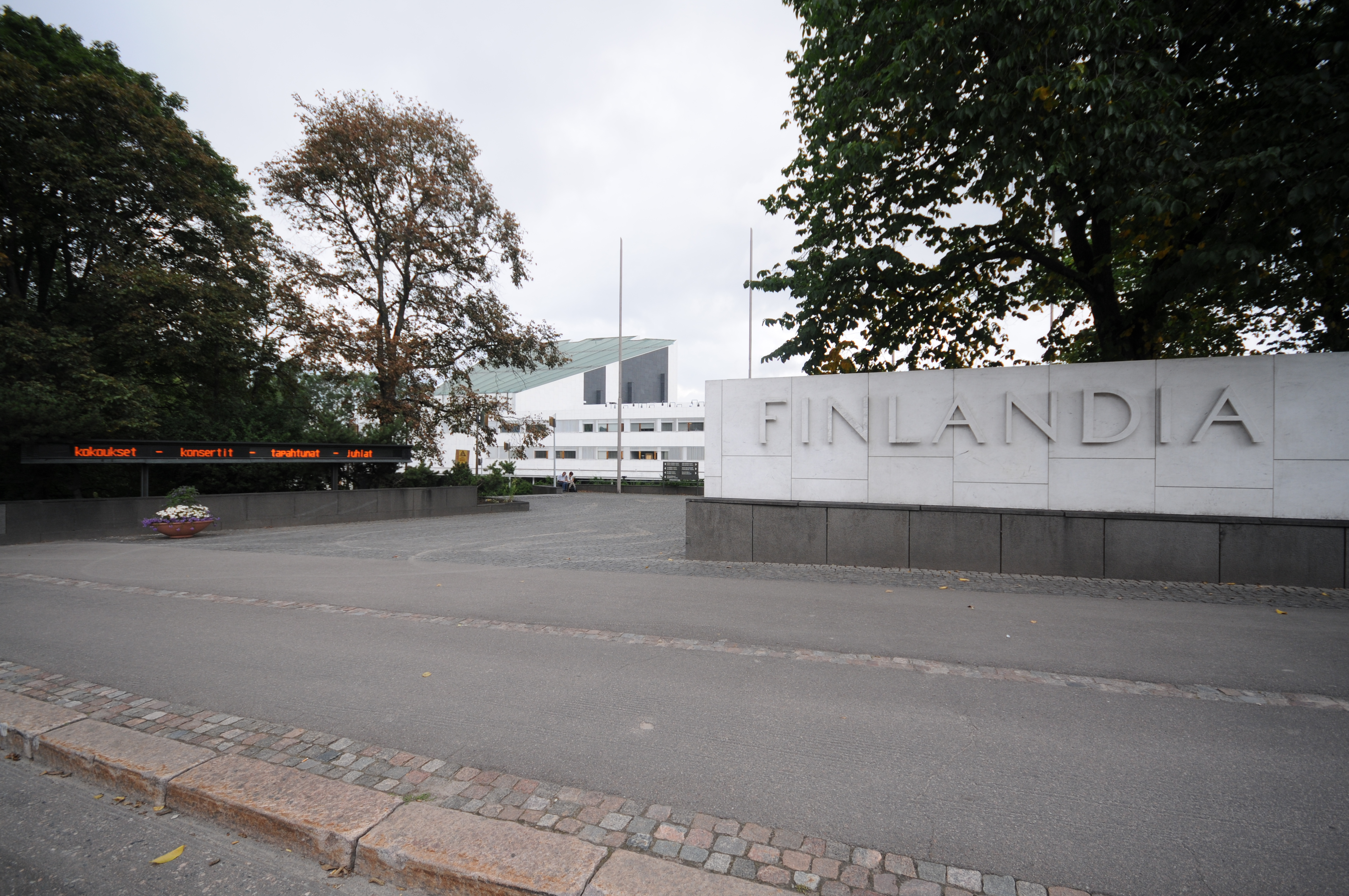
西面的入口

芬兰大厦的主要特征是一个塔形部分，其上覆盖着倾斜的屋顶。阿尔托的设计想法是一个高空间能提供更好的音响效果。格子天花板使观众看不到顶部的空间，但它能像教堂的高塔一样产生同样的深邃的后回声。阿尔托在室内和室外的表面使用了同深色花岗岩反衬的白色大理石。对他而言，大理石跟地中海地区文化有种联系，他希望把这种文化带到芬兰。

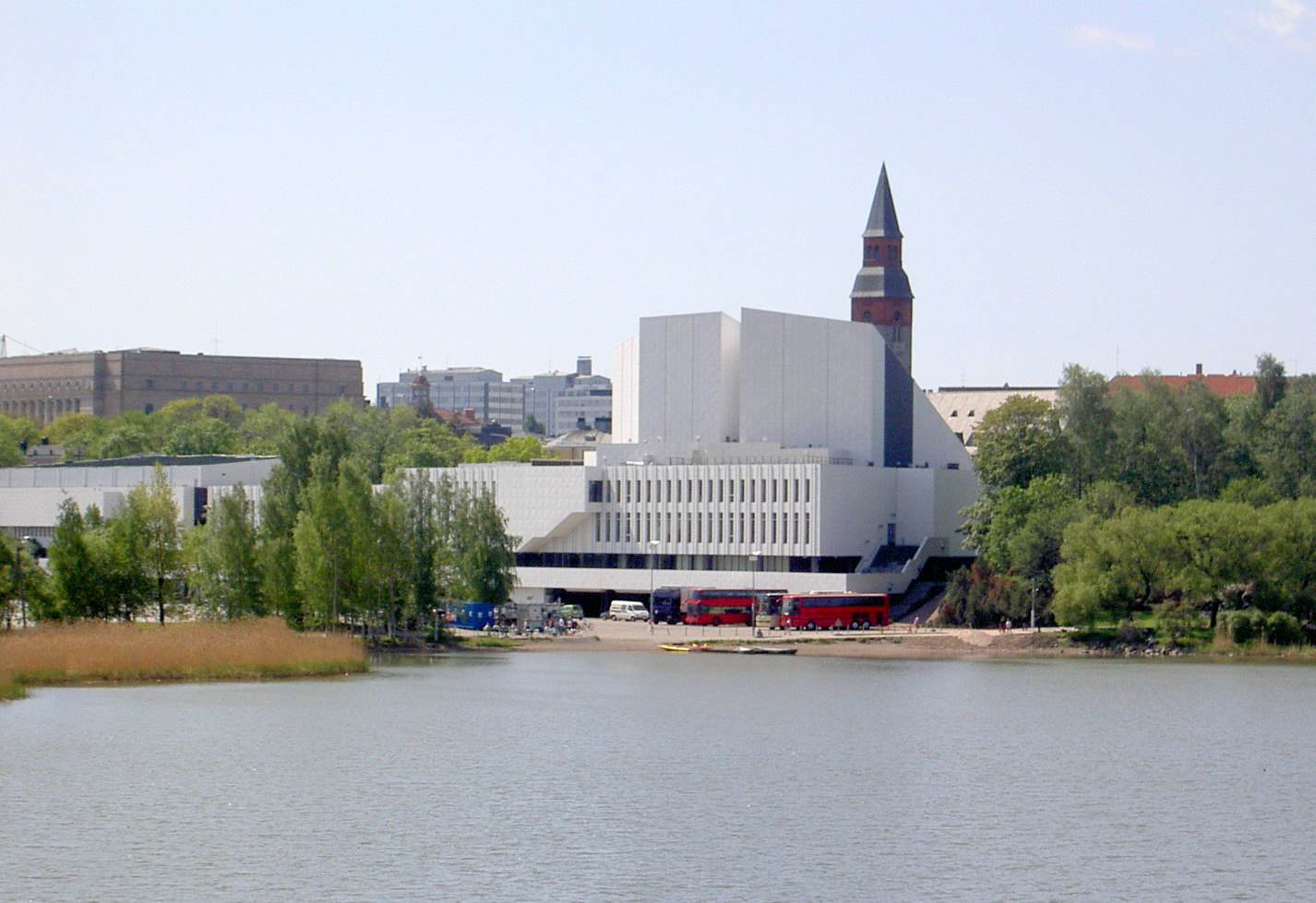
光学错觉：芬兰国家博物馆的塔楼看起来像是从芬兰大厦塔楼的边缘升起。

芬兰大厦的设计上应用了一种光学错觉：当从东边远处看芬兰大厦时，处于街道西边的芬兰国家博物馆的塔楼看起来像是从芬兰大厦塔楼的边缘升起的。这种效果是通过在芬兰大厦塔楼的白色大理石表面上铺一层黑色的四边形。当从蝶略湾东畔来看芬兰大厦时，四边形的尺寸正好符合博物馆塔楼的尺寸。
大厦的室内设计精于细节。灯具、家具、镶板、地板和天花板的设计无不反映出阿尔托设计生涯中一贯的源于自然的手法。所有的材料都透露自然的风采，毫无人工浮夸的造作。这是因为阿尔托的基本看法是建筑设计必须是为人类创造一个框架。在芬兰大厦，着重点不是非常规的形状或者华美的装饰，而是以观众和表演者为中心。阿尔托认为，来芬兰大厦的观众无需像以往在歌剧院前厅和金碧辉煌的音乐厅穿晚礼服的观众。他希望给观众一个感到宾至如归的地方，一个与音乐和自然环境两者均保持和谐的场所。

## 主楼
在大厦主楼里有芬兰迪亚大厅（Finlandia-sali，1700座）、赫尔辛基大厅（Helsinki-sali，340座）、阳台大厅（Terassisali，110座）、埃莉莎大厅（Elissa-sali，130座）、极光大厅（Aurora-sali，80座）、廊厅（Veranda，1100座）、餐厅，以及对公众开放的咖啡厅和画廊。

## 公司
芬兰大厦是以一个独立的公司形式来运营的。自2008年6月1日起芬兰大厦的管理组织改变为一个有限公司——芬兰大厦有限公司（Finlandia-talo Oy）。公司由赫尔辛基市全权控股。